# Città di Como Challenger
Il Città di Como Challenger è un torneo professionistico di tennis giocato sulla terra rossa, che fa parte dell'ATP Challenger Tour. Si gioca annualmente sui campi del  Circolo Tennis Como a Como in Italia dal 2006.

## Albo d'oro

### Singolare
| Anno | Campione                                         | Finalista                                        | Score                                            |
| ---- | ------------------------------------------------ | ------------------------------------------------ | ------------------------------------------------ |
| 2024 | Gabriel Debru                                    | Ignacio Buse                                     | 6–1, 2–6, 6–3                                    |
| 2023 | Thiago Seyboth Wild                              | Pedro Martínez                                   | 5–7, 6–2, 6–3                                    |
| 2022 | Cedrik-Marcel Stebe                              | Francesco Passaro                                | 7–6(2), 6–4                                      |
| 2021 | Juan Manuel Cerúndolo                            | Gian Marco Moroni                                | 7–5, 7–6(7)                                      |
| 2020 | Non disputato a causa della pandemia di COVID-19 | Non disputato a causa della pandemia di COVID-19 | Non disputato a causa della pandemia di COVID-19 |
| 2019 | Facundo Mena                                     | Andrej Martin                                    | 2–6, 6–4, 6–1                                    |
| 2018 | Salvatore Caruso                                 | Cristian Garín                                   | 7–5, 6–4                                         |
| 2017 | Pedro Sousa                                      | Marco Cecchinato                                 | 1–6, 6–2, 6–4                                    |
| 2016 | Kenny de Schepper                                | Marco Cecchinato                                 | 2–6, 7–6(0), 7–5                                 |
| 2015 | Andrej Kuznecov                                  | Daniel Brands                                    | 6–4, 6–3                                         |
| 2014 | Viktor Troicki                                   | Louk Sorensen                                    | 6–3, 6–2                                         |
| 2013 | Pablo Carreño Busta (2)                          | Dominic Thiem                                    | 6–2, 5–7, 6–0                                    |
| 2012 | Andreas Haider-Maurer                            | João Sousa                                       | 6–3, 6–4                                         |
| 2011 | Pablo Carreño Busta (1)                          | Andreas Beck                                     | 6–4, 7–6(4)                                      |
| 2010 | Robin Haase                                      | Ivo Minář                                        | 6–4, 6–3                                         |
| 2009 | Alexandr Dolgopolov                              | Juan-Martín Aranguren                            | 7–5, 7–6(5)                                      |
| 2008 | Diego Junqueira                                  | Daniel Köllerer                                  | 2–0 rit.                                         |
| 2007 | Máximo González                                  | Christophe Rochus                                | 7–6(5), 6–4                                      |
| 2006 | Simone Bolelli                                   | Federico Luzzi                                   | 4–6, 6–3, 6–2                                    |

### Doppio
| Anno | Campione                                         | Finalista                                        | Score                                            |
| ---- | ------------------------------------------------ | ------------------------------------------------ | ------------------------------------------------ |
| 2024 | Victor Vlad Cornea Denys Molčanov                | Alexandru Jecan Ivan Liutarevich                 | 6–2, 6–3                                         |
| 2023 | Constantin Frantzen Hendrik Jebens               | Filip Bergevi Mick Veldheer                      | 6–3, 6–4                                         |
| 2022 | Alexander Erler Lucas Miedler                    | Dustin Brown Julian Lenz                         | 6–1, 7–6(3)                                      |
| 2021 | Rafael Matos Felipe Meligeni Alves               | Luis David Martínez Andrea Vavassori             | 6(2)–7, 6–4, [10–6]                              |
| 2020 | Non disputato a causa della pandemia di COVID-19 | Non disputato a causa della pandemia di COVID-19 | Non disputato a causa della pandemia di COVID-19 |
| 2019 | Andre Begemann (2) Florin Mergea (2)             | Fabrício Neis Pedro Sousa                        | 5–7, 7–5, [14–12]                                |
| 2018 | Andre Begemann (1) Dustin Brown                  | Martin Kližan Filip Polášek                      | 3–6, 6–4, [10–5]                                 |
| 2017 | Sander Arends Antonio Šančić                     | Aljaksandr Bury Kevin Krawietz                   | 7–6(1), 6–2                                      |
| 2016 | Roman Jebavý Andrej Martin                       | Gerald Melzer Nils Langer                        | 3–6, 6–1, [10–5]                                 |
| 2015 | Gero Kretschmer Alexander Satschko               | Kenny de Schepper Maxime Teixeira                | 7–6(3), 6–4                                      |
| 2014 | Guido Andreozzi Facundo Argüello                 | Steven Diez Enrique López Pérez                  | 6–2, 6–2                                         |
| 2013 | Rameez Junaid Igor Zelenay                       | Marco Crugnola Stefano Ianni                     | 7–5, 7–6(2)                                      |
| 2012 | Philipp Marx Florin Mergea (1)                   | Colin Ebelthite Jaroslav Pospíšil                | 6–4, 4–6, [10–4]                                 |
| 2011 | Federico Delbonis Renzo Olivo                    | Martín Alund Facundo Argüello                    | 6–1, 6–4                                         |
| 2010 | Frank Moser David Škoch                          | Martin Emmrich Mateusz Kowalczyk                 | 5–7, 7–6(2), [10–5]                              |
| 2009 | Marco Crugnola Alessandro Motti                  | Treat Conrad Huey Harsh Mankad                   | 7–6(3), 6–3                                      |
| 2008 | Mariano Hood Alberto Martín                      | Guillermo Hormazábal Antonio Veić                | 6–1, 6–4                                         |
| 2007 | Máximo González Simone Vagnozzi                  | Flavio Cipolla Marco Pedrini                     | 7–6(5), 6–4                                      |
| 2006 | Jamie Delgado Jamie Murray                       | Victor Crivoi Gabriel Moraru                     | 6–2, 4–6, [10–7]                                 |